# Cat Power
Cat Power, pseudonimo di Charlyn Marie Marshall, detta Chan Marshall (Atlanta, 21 gennaio 1972), è una cantautrice statunitense.
Acclamata come una delle migliori cantautrici emerse dalla scena alternative rock degli anni novanta, il suo talento compositivo intimista e minimale e la sua musica hanno subito una costante evoluzione che, dal suono "dark-folk" degli esordi, fatto di sonorità acustiche e canzoni arrangiate in modo essenziale, è passato attraverso l'assimilazione di elementi tipicamente rock, gospel, blues, country e soul, e nei dischi successivi si é completato con l'utilizzo di ritmi elettronici e funky , grazie alle ultime produzioni.

## Biografia
Figlia di genitori divorziati (il padre, Charlie, è un pianista blues), a causa del lavoro del suo patrigno, Chan Marshall ha dovuto spesso trasferirsi in diverse città americane, arrivando a frequentare fino a dieci scuole diverse in tutto il sud degli Stati Uniti. Non avendo il permesso di comprare dischi durante l'adolescenza, ha iniziato ad ascoltare musica attraverso la collezione di dischi del suo patrigno, che comprendeva artisti come Otis Redding, Creedence Clearwater Revival e Rolling Stones.
All'età di 16 anni, dopo aver lasciato la scuola superiore, decise di separarsi dalla madre (che non contattò più fino ai 24 anni) e tornò a vivere con il padre ad Atlanta, dove iniziò a suonare il suo primo strumento, una chitarra Silvertone 1950, con un collettivo di musicisti composto da Glen Thrasher, Mark Moore, Damon Moore e Fletcher Liegerot, che si riunivano per delle jam session in un seminterrato. Quando il gruppo venne contattato per uno spettacolo dovettero trovare un nome in tutta fretta e quando un giorno un uomo entrò nella pizzeria dove lavorava la Marshall, indossando un cappello da camionista con la scritta: Cat Diesel Power, decise che quello (Cat Power) sarebbe stato il nome della band.

### 1992-1996: Myra Lee
Nel 1992, all'età di vent'anni, decise di trasferirsi a New York con Glen Thrasher. che la introdusse nella scena musicale free-jazz e sperimentale della Grande Mela. La sua prima esibizione ebbe luogo in un magazzino di Brooklyn e, subito dopo, come supporto per i Man or Astro-man?. In questo periodo fece conoscenza con i componenti dei God Is My Co-Pilot, un rapporto che le permise di registrare, con l'aggiunta di Bob Bannister (chitarra, violino) e Glen Thrasher (batteria), il suo primo singolo dal titolo Headlights. Uscito nel 1993 e stampato in 500 copie su etichetta Making of Americans, il testo narra in prima persona il racconto di una ragazza morente sulla strada, dopo un incidente d'auto.
Nel 1994, mentre si esibiva in apertura al concerto di Liz Phair, ebbe modo di conoscere Steve Shelley dei Sonic Youth e Tim Foljahn dei Two Dollar Guitar, un incontro che segnò in un certo senso una svolta nella sua carriera musicale. I due, infatti, oltre ad incoraggiarla a registrare nuova musica, si offrirono per suonare nei suoi primi album, cosa che avvenne poi in Dear Sir del 1995 e in Myra Lee del 1996.
Entrambi i dischi vennero registrati nel dicembre del 1994 in un piccolo studio attrezzato in uno scantinato dalle parti di Mott Street a New York. Un totale di 20 canzoni registrate in un solo giorno dal trio, che poi vennero divise (e pubblicate) in due dischi differenti. La descrizione di quelle session è diversa, a seconda del ricordo dei presenti: "dolce e veloce" secondo Foljahn e "angoscianti" per Marshall "visto che non avevo mai scritto canzoni con una band in mente".
Dear Sir venne poi pubblicato nel mese di ottobre del 1995, dalla Runt Records mentre, Myra Lee, uscì nel marzo del 1996 per la Smells Like Records. Questi primi lavori rivelano già un grande talento compositivo ed interpretativo, un incrocio fra l'essenza poetica del rock alla Patti Smith, l'intensità psichedelica alla Grace Slick e una fatale e annoiata Lydia Lunch.

### 1996-1998: Moon Pix
Sempre nel 1996 firmò un contratto con la casa discografica Matador Records, che nel settembre di quello stesso anno pubblicò il suo terzo lavoro, What Would the Community Think. L'album, prodotto da Shelley, vide nuovamente la presenza del batterista dei Sonic Youth e di Foljahn come musicisti di supporto e il singolo estratto, dal titolo Nude as the News, fu anche la prima canzone di Cat Power ad avere un video ufficiale, diretto da Brett Vapnek.
Citato dalla critica come prova della sua maturazione artistica, di cantante e di autrice, l'album porta in sé un cambiamento sia a livello sonoro, perché decisamente più ricco rispetto al minimalismo chitarra/batteria degli esordi, ma anche per la gamma di stili musicali presenti, che vanno dal country rock, al folk, fino al blues. Quello che invece non cambia in questo terzo lavoro, come del resto in tutta la produzione passata e futura di Marshall, è invece il mood degli arrangiamenti e delle liriche. Il modo diretto e al tempo stesso straziante nel narrare le sue storie autobiografiche, che sono spesso imbevute di una tristezza e di una solitudine di fondo e rivestite da una patina oscura e da un onnipresente senso di malinconia, rispecchiano fino in fondo il suo talento puro di cantastorie intimista e minimale e la pongono di certo tra le regine indiscusse del cantautorato americano femminile.
"Quando suono la chitarra e faccio una nota - racconta Chan - quella nota la sento vibrare sulle mie braccia e sul mio corpo, nelle ossa, nel cuore. E nella mente vedo dei colori e riaffiorano dei ricordi, delle atmosfere. Così, quando mi metto alla chitarra è quello che mi tengo dentro a portarmi ad esprimermi e a cercare di comunicare queste immagini, queste speranze, il mio dolore o la mia gioia, insomma tutto quello che sento in quel momento."

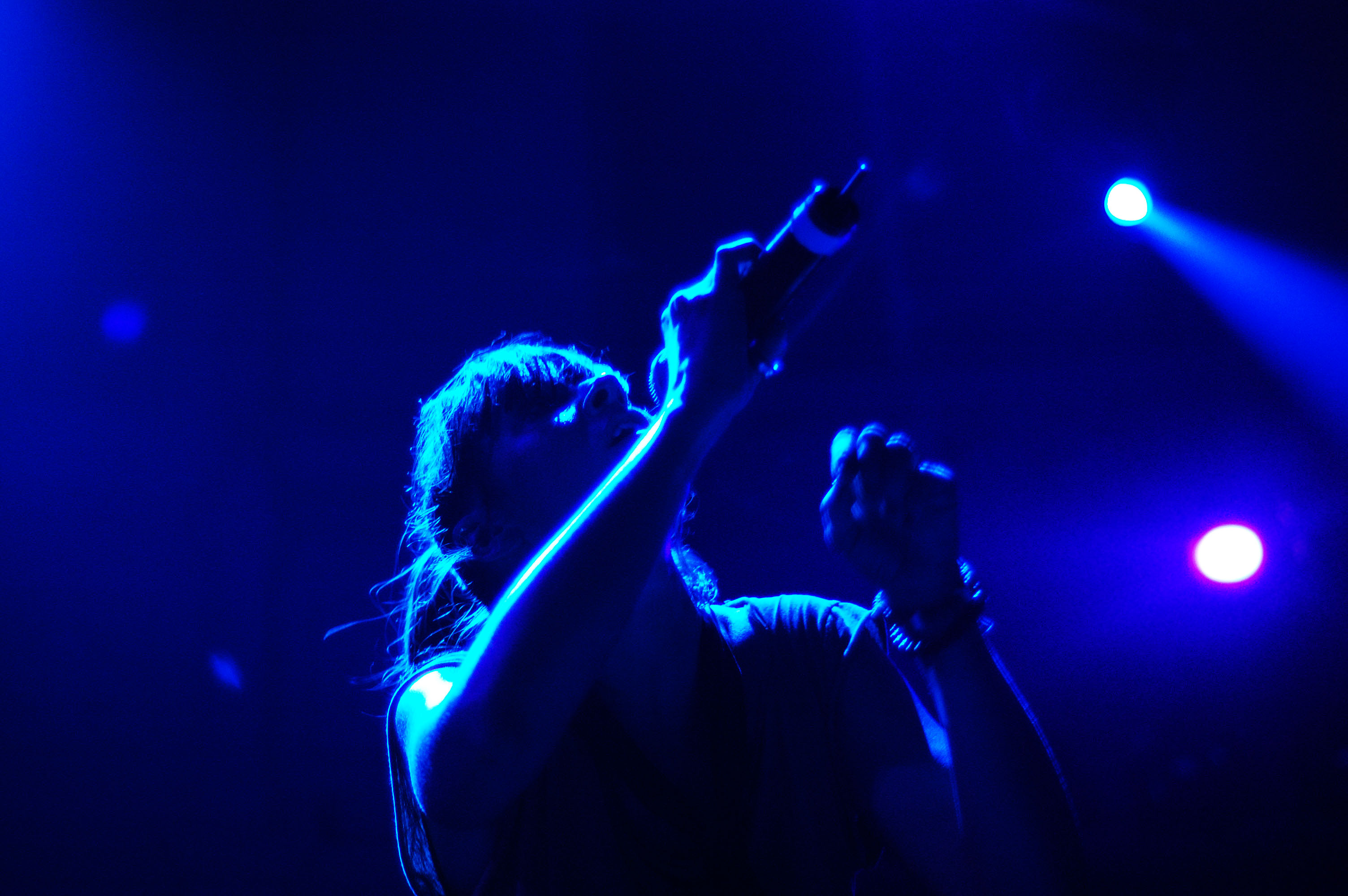
Cat Power in concerto mentre esegue il brano di Joni Mitchell Blue

Verso la fine del 1996, al termine di un tour di tre mesi di supporto ai Guv'ner, Marshall decise di ritirarsi momentaneamente dalla scena musicale, inizialmente lavorando come baby sitter a Portland, per poi trasferirsi in una casa colonica nella Carolina del Sud, con l'allora fidanzato Bill Callahan. L'idea sarebbe stata quella di ritirarsi definitivamente dalle esibizioni in pubblico per concentrarsi solo sulla scrittura di nuove canzoni.
Nel settembre del 1998, sempre su Matador Records, venne pubblicato Moon Pix. Registrato presso il Sing Sing Studios di Melbourne, in Australia, con la collaborazione del batterista Jim White e del chitarrista Mick Turner (entrambi nei Dirty Three). Come ebbe a rivelare la stessa artista, molte canzoni del disco vennero scritte nell'autunno del 1997 "in una notte folle" a seguito di un incubo allucinante avuto nel casale abitato con l'allora fidanzato, Bill Callahan, nella Carolina del Sud. "Sono stata svegliata da qualcuno nel campo dietro casa mia" spiegò Chan "La terra cominciò a tremare, e spiriti oscuri si infrangevano contro ogni finestra di casa. Mi sono svegliata e avevo il mio gattino accanto a me...e ho cominciato a pregare Dio di aiutarmi...Così sono corsa a prendere la mia chitarra, per cercare di distrarmi. Ho dovuto accendere le luci e cantare rivolta a Dio. Avevo con me un registratore e quindi ho registrato i successivi sessanta minuti. Ecco dove ho preso il disco."
L'album venne accolto positivamente dalla critica e brani come Colors and the Kids, assieme al video della canzone Cross Bones Style aiutarono ulteriormente Cat Power ad elevare il suo profilo autoriale nella scena indie rock di quel decennio.
Durante il tour promozionale che seguì l'uscita dell'album, tuttavia, Chan avvertì una certa insofferenza nei confronti della propria produzione musicale, aumentata anche dalle grandi aspettative generatesi per il seguito di Moon Pix, cosa che rese difficile per lei vivere quella che lei chiamava "una vita normale". Queste motivazioni generarono prima la scelta di programmare tutta una serie di esibizioni soliste in cui proporre solo ed esclusivamente brani di altri artisti e, in seconda battuta, di pubblicare addirittura un album di sole cover, decisione osteggiata dalla Matador, che invece avrebbe voluto capitalizzare il successo del disco precedente.

### 1998-2006: The Greatest
The Covers Record, questo il titolo dell'album, venne registrato interamente da Marshall (con la sola aggiunta della chitarra di Matt Sweeney nel brano Salty Dog) in diverse sessioni, tra il 1998 e il 1999, tenutesi in tre diversi studi (al Night Owl Studios, al Kampo Studios e al Rare Book Room Studios) di New York. Pubblicato nel marzo del 2000 dalla Matador, contiene brani di Bob Dylan (Paths of Victory), Rolling Stones (Satisfaction), Velvet Underground (I Found a Reason) ed altri ancora.
Nel febbraio del 2003, con l'uscita del suo sesto album in studio intitolato You Are Free, Marshall ricominciò a pubblicare materiale originale. Durante le session durate circa un anno e che videro la collaborazione di musicisti come Eddie Vedder, Dave Grohl e Warren Ellis dei Dirty Three, furono registrate circa 40 canzoni, di cui 14 vennero poi incluse nell'album. Nonostante la presenza di altri musicisti ospiti, numerosi brani dell'album vennero eseguiti dalla sola Marshall alla voce e chitarra o al piano. You Are Free fu il primo disco di Cat Power ad entrare in una classifica ufficiale, raggiungendo la posizione numero 105 della Billboard 200.
Il 2003 e il 2004 videro Marshall esibirsi in diversi tour in Europa, Brasile, Stati Uniti e Australia. Sempre nel 2004 ha collaborato con gli Handsome Boy Modelling School, progetto dei produttori hip hop Dan the Automator e Prince Paul, cantando nel brano I've Been Thinking, contenuto nel loro album White People.
Verso la fine del 2004 venne pubblicato il DVD Speaking for Trees: A Film by Mark Borthwick. Girato dal fotografo inglese Mark Borthwick nella foresta di West Kill Mountain, nello stato di New York, il film è essenzialmente una singola e statica ripresa (di quasi due ore) di un'esibizione di Cat Power mentre canta e suona la chitarra elettrica, accompagnato da un CD audio contenente una canzone di 18 minuti dal titolo Willie Deadwilder, con la presenza di M. Ward alla chitarra.
Nel 2005 è apparsa come ospite nell'album Cinder dei Dirty Three, cantando nella canzone Great Waves e ha partecipato alla colonna sonora del film V per Vendetta, diretto da James McTeigue, con una cover del brano I Found a Reason dei Velvet Underground.
Il suo settimo album, intitolato The Greatest e pubblicato nel gennaio del 2006, venne registrato a Memphis con l'ausilio di molti tra più grandi musicisti soul locali, tra cui Teenie Hodges, Steve Potts, Dave Smith, Rick Steff, Doug Easley, Jim Spake e Scott Thompson. L'album, che debuttò alla posizione numero 34 della Billboard 200, rivelò l'anima vagamente soul dell'artista, facendole guadagnare un premio ai Shortlist Music Prize americani e una nomination come sesto miglior album del 2006 per la rivista Rolling Stone.
Subito dopo l'uscita del disco, adducendo motivi di salute causati da stanchezza mentale e l'abuso di alcool, Marshall annunciò la cancellazione del successivo tour promozionale che l'avrebbe dovuta portare in giro per tutti gli Stati Uniti. Questa sua reticenza a esibirsi dal vivo era stata manifestata dall'artista già in passato, in alcuni casi attribuita alla sua paura del palcoscenico e, in altri casi, ai suoi problemi con l'alcol. I suoi spettacoli, spesso caratterizzati da una caotica e totale mancanza di struttura o con canzoni che iniziano e terminano bruscamente o mescolate l'una a l'altra senza soluzione di continuità, sono stati a volte interrotti senza alcuna ragione apparente.
Per questo motivo venne ricoverata al reparto psichiatrico del Mount Sinai Medical Center di Miami, che però abbandonò dopo solo una settimana, paragonando quell'esperienza all'inferno. Sempre nel 2006 un suo brano, It's Alright to Fail, venne utilizzato nella colonna sonora del film L'amore giovane (The Hottest State), diretto da Ethan Hawke e tratto dal romanzo Amore giovane, scritto dallo stesso Hawke.

### 2007-2012: Sun
Nel 2007 la musicista ricopre un piccolo ruolo nel film Un bacio romantico - My Blueberry Nights, girato da Wong Kar-wai e presentato in concorso al Festival di Cannes. Sempre in quell'anno, con la sua reinterpretazione del brano Stuck Inside of Mobile With the Memphis Blues Again, partecipa alla colonna sonora del film biografico sulla vita del musicista Bob Dylan, Io non sono qui diretto da Todd Haynes.
Nel gennaio del 2008 viene pubblicato Jukebox, secondo album di sole cover della musicista americana registrato assieme alla Dirty Delta Blues Band, ensemble di musicisti in cui figurano Judah Bauer dei Blues Explosion, Gregg Foreman dei Delta 72, Erik Paparazzi dei Lizard Music e Jim White dei Dirty Three. L'album vede Marshall cimentarsi con brani impegnativi e che la vedono confrontarsi con la tradizione della musica nera americana, come nel caso di Lost Someone di James Brown, Lord, Help the Poor and Needy di Jessie Mae Hemphill o Don't Explain di Billie Holiday. Nel dicembre dello stesso anno esce anche Dark End of the Street, un EP composto da brani inizialmente esclusi dalle session di Jukebox.

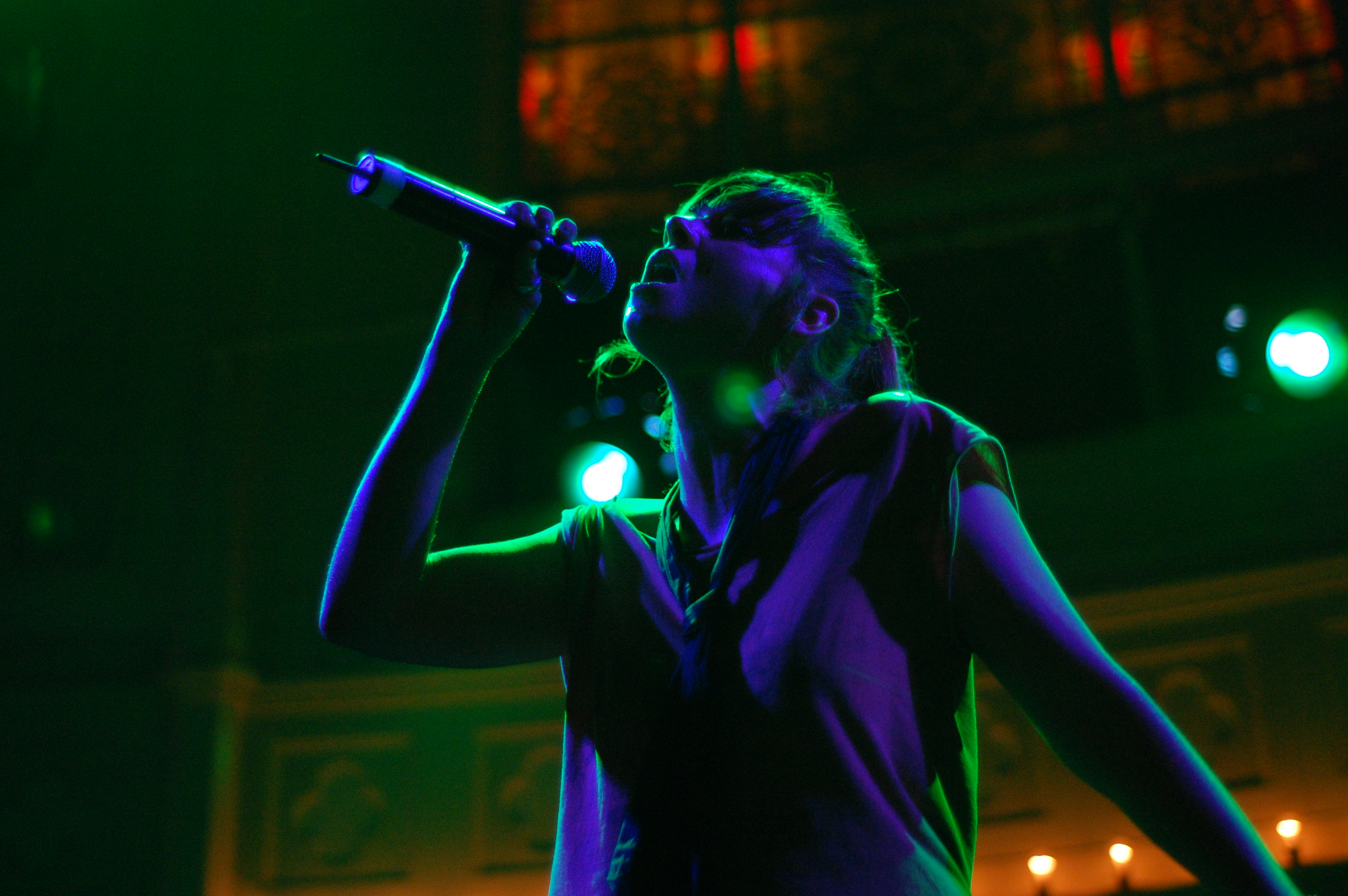
In concerto nel 2008

Nel 2009 il suo brano Werewolf, tratto dall'album You Are Free, viene utilizzato nella colonna sonora del film Gli abbracci spezzati (Los abrazos rotos), diretto dal regista spagnolo Pedro Almodóvar.
Nel febbraio del 2012 l'artista annulla il suo concerto programmato a Tel Aviv in Israele e, due mesi dopo, anche quello che si sarebbe dovuto tenere al Coachella Valley Music and Arts Festival.
Il 18 giugno del 2012 esce il nuovo singolo della musicista americana, intitolato Ruin. Distribuito in versione digitale gratuita e scaricabile dal sito dell'etichetta Matador, il brano viene annunciato tramite un breve video diretto da Austin Conroy.
Il 3 settembre del 2012, a quasi sette anni di distanza dall'ultimo disco di inediti, Cat Power pubblica il suo nono album solista intitolato Sun e anticipato dal singolo Cherokee, distribuito in download gratuito il 10 agosto precedente sul suo sito ufficiale e assieme alla versione remix realizzata da Nicolas Jaar.
Le prime sedute di registrazione dell'album, iniziate nel 2007 all'interno dello studio casalingo di Marshall presso la sua abitazione di Malibù, risultarono ben presto inutili: gran parte di quel materiale, infatti, venne in seguito abbandonato in quanto "troppo doloroso e personale da pubblicare", secondo l'artista. Terminato il tour promozionale del precedente disco Jukebox, Marshall riprende le registrazioni presso il Boat Studio di Silverlake, in California, dove inizia a lavorare al nuovo materiale, terminando la produzione al South Beach Studios di Miami.
Accantonata per il momento la fedele Dirty Delta Blues Band, che, con l'eccezione del singolo Ruin, non viene coinvolta nella produzione del disco, e messe da parte le atmosfere dark folk a cui Chan aveva abituato il suo pubblico, il nono disco è un ennesimo cambio di rotta nella sua carriera, un album atipico e forse unico nel suo repertorio, un appassionato lavoro di musica pop elettronica filtrata attraverso l'anima di una songwriter. Il risultato è una netta sterzata dal suono caldo e analogico di The Greatest, che lascia qui il passo a una produzione di approccio decisamente più elettronico e affidata alle cure del parigino Philippe Zdar (dei Cassius), che aggiunge alle canzoni di Chan un'inattesa patina sintetica grazie a ritmi elettronici, sincopi funk e all'utilizzo, accanto a quella classica, di una strumentazione inedita per la musicista come drum machine, sintetizzatori e loop-maker.
L'album debutta alla posizione numero 10 della Billboard 200, vendendo oltre 23 000 copie solo nella prima settimana.
Il 17 settembre 2012 esce il videoclip del singolo Cherokee. Diretto dalla stessa Marshall, il soggetto del video strizza l'occhio al cinema di genere horror, in un'ambientazione post-apocalittica.

### 2014
Nel 2014 canta assieme ai Coldplay nel brano Wish I Was Here, presente nella colonna sonora dell'omonimo film diretto e interpretato da Zach Braff.

### 2018: Wanderer
Wanderer è il decimo album in studio della cantautrice statunitense Cat Power, pubblicato il 5 ottobre 2018 dalla Domino Recording Company. Questo lavoro segna una svolta significativa nella carriera dell'artista, rappresentando il primo distacco dall'etichetta Matador Records dopo oltre due decenni di collaborazione. L'album è stato prodotto interamente da Cat Power e registrato tra Miami e Los Angeles nel corso di diversi anni. Tra le tracce più rilevanti figura Woman, un duetto con Lana Del Rey, che rappresenta un'affermazione di forza e indipendenza femminile. Wanderer ha ricevuto recensioni generalmente positive dalla critica; ad esempio, su Metacritic ha ottenuto un punteggio medio di 79 su 100, basato su 27 recensioni, indicando un'accoglienza favorevole. Il critico Will Hermes di Rolling Stone ha descritto l'album come l'opera di una "blueswoman" che ha vissuto molte esperienze, alternando momenti ipnotici a risvegli bruschi, proiettando una forza chiara e senza compromessi in uno dei set più fragili che abbia mai realizzato.
Il 15 agosto 2018 Cat Power rilascia il singolo Woman, che vede la partecipazione di Lana Del Rey. Il brano è stato il primo registrato per l'album Wanderer, ma inizialmente escluso dalla tracklist. Successivamente, grazie al supporto di Lana Del Rey, è stato incluso nel disco. Il video ufficiale, diretto da Greg Hunt, mostra Cat Power e la sua band esibirsi su un tetto al tramonto e in uno studio con luci che passano dal blu al rosa. Il singolo ha raggiunto la posizione numero 20 nella classifica statunitense Triple A Songs.

## Discografia

### Album
- 1995 - Dear Sir
- 1996 - Myra Lee
- 1996 - What Would the Community Think
- 1998 - Moon Pix
- 2000 - The Covers Record
- 2003 - You Are Free
- 2006 - The Greatest
- 2008 - Jukebox
- 2012 - Sun
- 2018 - Wanderer
- 2022 - Covers
- 2023 - Cat Power Sings Dylan: The 1966 Royal Albert Hall Concert (Live)

### EP
- 2006 - Live Session
- 2006 - eMusic Session
- 2008 - Dark End of the Street

### Singoli
- 1993 - Headlights
- 1996 - Nude as the News
- 1996 - Guv'ner in Catpowerland/Catpower Goes to Guvnerville (split con Guv'ner)
- 1996 - Undercover
- 2003 - Free
- 2003 - He War
- 2005 - The Greatest
- 2005 - Living Proof
- 2006 - Lived In Bars
- 2006 - The Greatest/Hate
- 2006 - Could We
- 2007 - Song To Bobby
- 2008 - New York
- 2012 - Ruin
- 2012 - Cherokee
- 2013 - Bully (bonus track di Sun)
- 2013 - Manhattan
- 2014 - Wish I Was Here (Cat Power & Coldplay)

### Video e DVD
- 1997 - Nude as the News (di Brett Vapnek)
- 1998 - Cross Bones Style (di Brett Vapnek)
- 2003 - He War (di Brett Vapnek)
- 2003 - From Fur City (di Jem Cohen)
- 2004 - Maybe Not (di Mark Borthwick)
- 2004 - Free (di Mark Borthwick)
- 2004 - Half of You (di Mark Borthwick)
- 2004 - Speaking for Trees (di Mark Borthwick)
- 2005 - Great Waves (con i Dirty Three, di Braden King)
- 2005 - Maybe Not (di Oliver Pietsch)
- 2006 - Living Proof (di Harmony Korine)
- 2006 - Lived in Bars (di Robert Gordon)
- 2006 - Disown, Delete (con gli Ensemble, di Karina Garcia Casanova)
- 2006 - Where Is My Love? (Version 1 di Anne-Laure Keib)
- 2007 - Where Is My Love? (Version 2 di Josh & Xander)
- 2012 - Cherokee (di Chan Marshall)
- 2013 - Manhattan (di Gregg Hunt & Chan Marshall)